# Spodnja Normandija

Spodnja Normandija (francosko Basse-Normandie) je bila do leta 2015severozahodna francoska regija ob Rokavskem prelivu. Njeno glavno administrativno mesto je Caen.

## Geografija
Spodnja Normandija leži v severozahodni Franciji ob Rokavskem prelivu, ki jo obliva s severa in zahoda. Na vzhodu meji na Zgornjo Normandijo in Center, na jugu pa na regijo Loire in Bretanjo.
Regija je vključevala tri departmaje Calvados, Manche in Orne, ki pokrivajo del Normandije, ki se tradicionalno imenuje Spodnja Normandija in ležijo zahodno od reke Dives, Pays d'Auge (razen majhnega dela, ki je ostal v Zgornji Normandiji), majhen del Pays d'Ouche (glavni del je ostal v Zgornji Normandiji), Norman Perche in del francoskega Percheja. Obsega 10.857 km², 3,2 % površine Francije.
Tradicionalna okrožja Spodnje Normandije so tudi polotok Cotentin in La Hague, Campagne de Caen, normanski Bocage, Bessin in Avranchin.

## Zgodovina
Regija je nastala ob delitvi nekdanje pokrajine Normandije na Spodnjo in Zgornjo Normandijo leta 1956.
V rimskem obdobju je bilo ozemlje razdeljeno na več mestnih državic. V 5. stoletju je bilo zasedeno s strani Frankov. V 9. stoletju so prišli na to območje Normani, po katerih je kasneje dobila ime celotna pokrajina. 
Leta 1106 preide pokrajina pod oblast Plantagenetov, v letu 1204 pa jo zasede Filip II. Francoski iz hiše Kapetingov. Med stoletno vojno ozemlje anektira Anglija. Pokrajina je ponovno v rokah Francije od 1436 - 1450, v celoti pa do leta 1468.
Obala in zaledje Spodnje Normandije sta med drugo svetovno vojno doživeli glavni sunek Operacije Overlord, s katero se je začela zavezniška invazija v notranjost Francije in zahodne Evrope.
S 1. januarjem 2016 je z združitvijo regij Spodnja in Zgornja Normandija nastala nova regija Normandija. 

## Glavne občine
- Alençon
- Argentan
- Avranches
- Bayeux
- Caen
- Cherbourg-Octeville
- Deauville
- Flers
- Hérouville-Saint-Clair
- Lisieux
- Saint-Lô
- Tourlaville